# Национален музей на Сао Томе
Музеят на Сао Себастиан е музей, разположен в крепост от 16-и век в град Сао Томе, Сао Томе и Принсипи. Разположен е в североизточната част на центъра на града, в югоизточния край на залива Ана Чавес. Съдържа религиозно изкуство и артефакти от колониалната епоха. Крепостта е построена през 1566 г. от португалците, за да защити пристанището и град Сао Томе от пиратски нападения. През 1866 г. в крепостта е създаден фар; той е възстановен през 1928 г. Крепостта е възстановена в края на 50-те години.